# Meike Hemschemeier
Meike Hemschemeier (geboren am 27. November 1972 in Gummersbach) ist eine deutsche Wissenschaftsjournalistin, Dokumentarfilm-Regisseurin und Autorin für Hörfunk und Fernsehen.

## Leben
Hemschemeier studierte Journalistik und Biologie an der Universität Dortmund. Nach dem akademischen Abschluss schloss sie 1995/96 ein Volontariat beim WDR in Köln an. Seit 1996 arbeitet sie journalistisch als Autorin und Regisseurin für Hörfunk und Fernsehen. Von 1996 bis 2000 lieferte sie viele TV-Beiträge für Chamäleon (Natursendung für Kinder, ARD), Globus (Umweltsendung der ARD) und Dschungel (Umweltsendung des WDR). Im Jahr 1999 war sie Radioreporterin für Radio France Internationale Paris.
Sie erhielt zahlreiche Auszeichnungen für ihre Dokumentarfilme und TV-Beiträge.

## Bibliografie
- Vorsicht Operation! Wie wir zu Kranken gemacht werden und was wir dagegen tun können, Random House/Pantheon Verlag, München 2015. ISBN 978-3-570-55250-6[3]

## Filmografie
- 2000: Mitgift. Aus Katastrophen lernen.  3 × 45 ́/2 × 15, WDR, ARD, Arte
- 2002: 3000 Meilen gegen den Strom. Die Rückkehr der Rheinlachse. 45 ́, WDR, SWR, SRG, Arte
- 2002: Mit langem Atem (zusammen mit Thomas Weidenbach) 3 × 45 ́/6 × 30 ́/12 × 15 ́ (Arte/WDR)
- 2002: Alarmierende Entdeckung : Die Wirkung hormonähnlicher Chemikalien, 30 ́, ZDF
- 2003: Vom Wurstbaron zum Biobauern : Die zwei Leben des Karl Ludwig Schweisfurth, 45 ́, Arte/WDR
- 2003: Im Namen des Volkes: Wegsperren für immer?, 30 ́, ZDF
- 2004: Akte M: Verborgene Schätze in deutschen Museen, 3 × 30 ́, ZDF
- 2005: Die Akte Einstein, 30 ́, ZDF
- 2007: 2057 - Unsere Welt in 50 Jahren, 3 × 45 ́/52 ́, ZDF, Discovery Channel, ORF, Arte
- 2008: Atomjäger: Auf der Spur der Bombe, 30 ́, ZDF
- 2008: Atomjäger: Schmutzige Geschäfte mit nuklearem Material, 30 ́, ZDF
- 2008: Wasser: Bis auf den letzten Tropfen, 30 ́, ZDF
- 2009: Killerbrut - Die verschwiegene Katastrophe (Krankenhaus-Infektionen), 45 ́, ARD/WDR
- 2010: Die Agentur - Macht und Ohnmacht der IAEA, 45 ́, Arte
- 2010: Es geschah in NRW - Die große Flut, 45 ́, WDR
- 2011: Die großen Volkskrankheiten (Reihe), Folge Krebs, 45 ́, ARD/WDR
- 2011: Kur Royal (Reihe), Folge Vichy, 45 ́, Arte
- 2012: Vorsicht Operation, 45 ́, ARD
- 2013: Terra X, F wie Fälschung, Folge 1: Blütenträume, 45 ́, ZDF
- 2016: OP gelungen, Patient tot – Lebensgefahr durch neue Krankenhaus-Keime,[4] ARD, WDR

## Auszeichnungen
- 2000: Erster Preis auf dem Dokumentarfilmfestival EKOTOP in Bratislava, Slowakei für  Mitgift.
- 2001: Golden Camera Award beim US International Film and Video Festival Chicago für  Mitgift.
- 2002: Umweltpreis für Journalisten der Deutschen Umweltstiftung für Mitgift.[5]
- 2002: “Prize of DMD Holding Inc.” beim Dokumentarfilmfestival EKOTOP in Bratislava für Teil III von Mit langem Atem.
- 2003: Prize of Lord Mayor of Banska Bystrica, Envirofilm für Mit langem Atem.
- 2003: Prix Leonardo in Silber beim „Internationalen Filmfestival Medikinale Parma“, Italien, für Mit langem Atem.
- 2003: Prix Leonardo in Gold für Alarmierende Entdeckung.
- 2005: Deutscher Wirtschaftsfilmpreis für Die zwei Leben des Karl Ludwig Schweisfurth.
- 2007: Preis beim Deutschen Zukunftskongress für das “innovativste Medienprojekt” für 2057 - Unsere Welt in 50 Jahren.
- 2007: Erster Preis beim spanischen Filmfestival International Television Premios Ondas für 2057 - Unsere Welt in 50 Jahren.
- 2014: Friedrich und Isabel Vogel-Preis für Wirtschaftsjournalismus für „Was wäre wenn... Deutschland ohne EU“, (ZDF-WISO, 12. Mai 2014).[6]
- 2014: Peter Hans Hofschneider-Recherchepreis für Vorsicht Operation.
- 2018: Journalistenpreis „Evidenzbasierte Medizin in den Medien“ für Operieren und kassieren. Ein Klinik-Datenkrimi, ARD am 19. Juni 2017.

## Belege
1. ↑  Vita-Profil Meike Hemschemeier, PDF auf recherchepreis-wissenschaftsjournalismus.ch, abgerufen am 13. Juli 2016.
2. ↑  Profil Meike Hemschemeier, Netzwerk Recherche Jahrestagung 2014, abgerufen am 13. Juli 2016.
3. ↑  Vorsicht Operation!, randomhouse.de, abgerufen am 13. Juli 2016.
4. ↑  OP gelungen (Memento vom 9. November 2016 im Internet Archive), Das Erste 14. März 2016
5. ↑  Journalistenpreis 2002 (Memento vom 13. Juli 2016 im Internet Archive), deutscheumweltstiftung.de, abgerufen am 13. Juli 2016.
6. ↑  Die Hauptpreise (jeweils 4000 €) (Memento vom 13. Juli 2016 im Internet Archive), Vogelstiftung, abgerufen am 13. Juli 2016.

| Personendaten    | Personendaten                                                 |
| ---------------- | ------------------------------------------------------------- |
| NAME             | Hemschemeier, Meike                                           |
| KURZBESCHREIBUNG | deutsche Journalistin, Dokumentarfilm-Regisseurin und Autorin |
| GEBURTSDATUM     | 27. November 1972                                             |
| GEBURTSORT       | Gummersbach                                                   |